# 新爱国联盟
新爱国联盟是菲律宾的一个左翼政治联盟，由多个社会主义政党和组织组成。该联盟成立于1985年5月1日。该联盟是民族民主运动的成员。该联盟的信条是“民族民主”，一种基于马列毛主义的理论，与菲律宾共产党、新人民军和菲律宾民族民主阵线推行的政治路线类似。